# Westhoffen
Westhoffen es una localidad y comuna francesa, situada en el departamento de Bajo Rin en la región de Alsacia.

## Demografía
| 1322 | 1348 | 1386 | 1416 | 1460 | 1590 |
| Para los censos de 1962 a 1999 la población legal corresponde a la población sin duplicidades (Fuente: INSEE [Consultar]) |      |      |      |      |      |

## Personajes célebres
- Marc-Antoine-Elisée Scherb, (1747 –1838),general
- Léon Blum, cuyo padre era natal de Westhoffen